# غرايل (متصفح ويب)
غرايل (بالإنجليزية: Grail)‏ هو متصفح ويب مجاني مُتعدِّد المنصات قابِلة للتوسيع مكتوب بلغة البايثون. يستعمل واجهة برمجة تطبيقات واجهة المستخدم الرسومية تكينتر لغرض إنشاء واجهة المستخدم الخاصة، وكذلك وعرض صفحات الويب. طوَّره جيدو فان روسم وهو مُخترع لُغة البايثون. بدأ المشروع في أغسطس 1995، مع أول إصدار عام له في نوفمبر من ذلك العام. كان آخر إصدار رسمي هو الإصدار 0.6 في عام 1999.